# Victorino

Mapa del Imperio romano en 271. Las posesiones del emperador romano se muestran en rojo; las posesiones del emperador galo en verde; las posesiones del rey de Palmira en amarillo.

Marco Piavonio Victorino (en latín, Marcus Piavonius Victorinus; muerto en 271), conocido en la historiografía romana como Victorino, fue emperador del Imperio galo desde 269 hasta 271.
Tras haber servido a las órdenes del emperador romano Galieno, Victorino se unió a la rebelión de Póstumo y se convirtió en su colaborador más cercano. Poco después de la muerte de este último y de una breve rebelión en el Rin, Victorino fue elegido emperador y gobernó durante algo menos de dos años. Murió como resultado de una conspiración.

## Biografía

### Antes de llegar al poder
Las fuentes contienen información bastante escasa sobre el origen de Marco Piavonio Victorino. Su nombre indica que sus antepasados procedían de las provincias occidentales del Imperio romano. Su madre se llamaba Victoria o Vitruvia en las fuentes, y era pariente, presumiblemente prima, del fundador del Imperio galo, Póstumo. Dado que tras la muerte de su madre Victorino gastó grandes sumas de dinero en sobornar a las tropas, se puede concluir que su familia contaba con importantes riquezas. Sin embargo, se desconoce si era rico desde el principio o si adquirió su riqueza mientras estaba al servicio de Póstumo, o quizás durante su reinado. En Augusta Treverorum, durante las excavaciones, se descubrió la casa de Victorino con mosaicos, que era una de las más ricas y lujosas de la nobleza de esta ciudad.

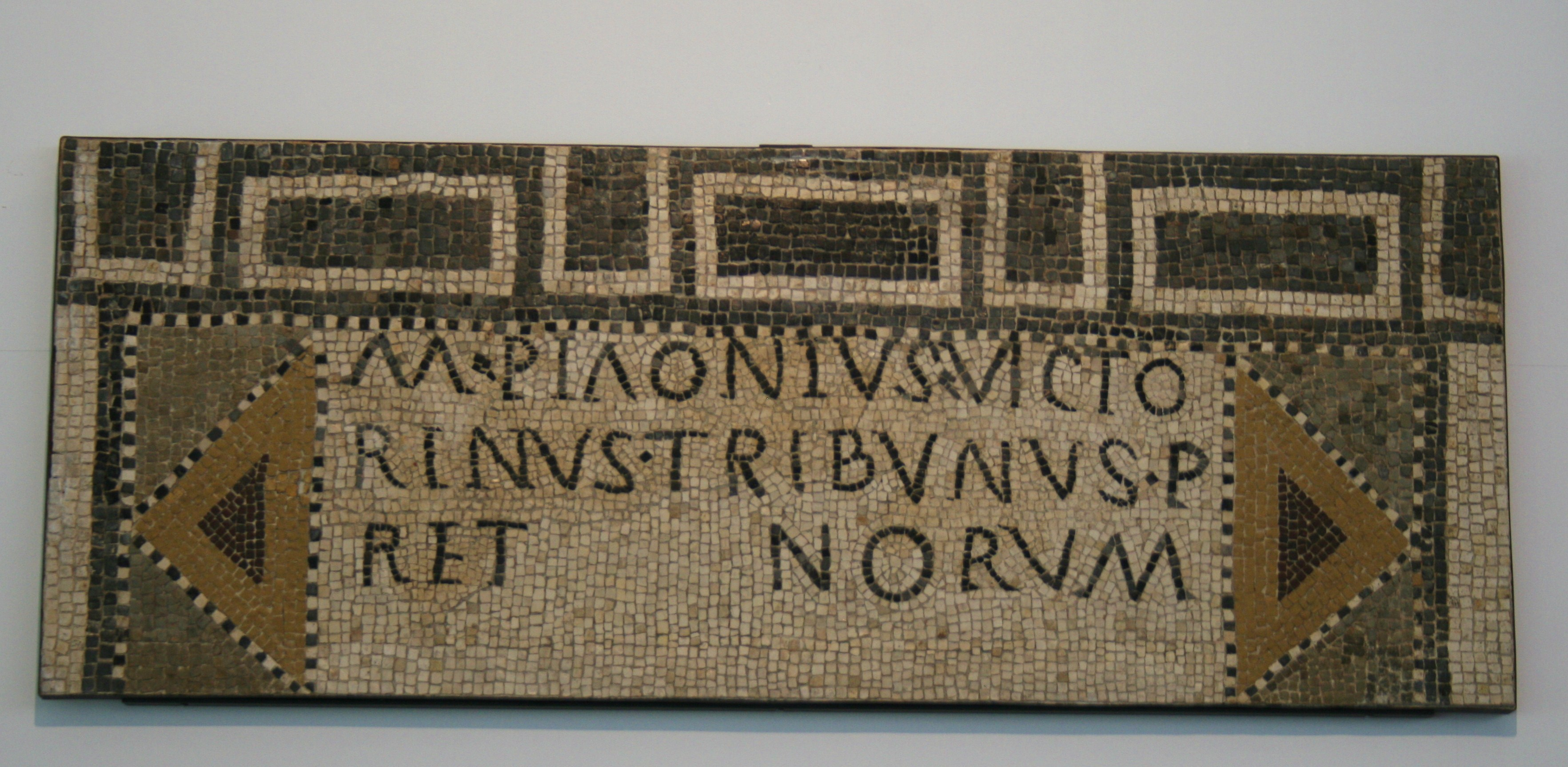
Mosaico dedicado a Victorino cuando era tribuno de la Guardia Pretoriana, encontrado en Tréveris y correspondiente con CIL XIII 3679.

Según el historiador Maurice Bouvier-Ajam, la carrera de Victorino fue patrocinada por su madre Victoria, quien visitó Roma y, posiblemente, logró una audiencia con el propio emperador Galieno. El joven Marco se alistó en el cuerpo de caballería bajo el mando de Aureolo. Cuando Póstumo se rebeló en Galia, podía encontrarse destacado en Mesia. En 264, Victorino participó en la expedición de las tropas romanas a la Galia y, bajo la influencia de la masacre que vio allí, se pasó al lado de Póstumo, junto con parte de las tropas a él subordinadas. El autor de la biografía Victorino en la Historia Augusto, Trebelio Polión, lo caracteriza como «un hombre de actividad militar».
Bajo Póstumo, Victorino fue tribuno de una cohorte pretoriana, y luego ascendido a prefecto del pretorio. Cumplió varias órdenes del emperador y, en particular, participó en la toma de medidas para fortalecer la frontera del Rin y repeler las incursiones germanas. Cuando Galieno llegó a Galia para reprimir la rebelión de Póstumo, fue Victorino quien participó en las batallas contra él, habiendo reclutado previamente tropas auxiliares de mercenarios germanos para la campaña. Trebelio Polión dice que, en vista de la invasión de Galieno, Póstumo incluso nombró a Victorino como su corregente. Su consulado conjunto en 267 también parece confirmar este extremo, pero durante su reinado Póstumo compartió poderes consulares con otras personas, por lo que este argumento, según la historiadora Yulia Kulikova, parece poco convincente. La única prueba es una moneda de Póstumo con una leyenda que menciona dos Augustos — [SAEC] VLVM AVGG.
Cuando Póstumo fue asesinado en Mogontiacum, Victorino se encontraba persiguiendo al rebelde Leliano. Es probable que la ausencia de Victorino, cuyo deber como prefecto del pretorio era proteger al emperador, facilitó la muerte de Póstumo y, además, influyó en la elección del nuevo emperador Mario. Según datos numismáticos y epigráficos, Victorino fue elegido emperador dos días después de la muerte de Mario a fines de 269, pero antes del 10 de diciembre. De todos modos, el 1 de enero de 270 asumió el cargo de cónsul.

### Reinado y fallecimiento
Fue reconocido en Galia y Britania como gobernante legítimo, pero su poder ya no alcanzaba las provincias de Hispania, por lo que aparentemente, según la sugerencia de estudiosos como John F. Drinkwater, gobernó las regiones del noroeste del Imperio. Sin embargo, un miliario encontrado en Sádaba dedicado a Victorino deja la posibilidad de que la provincia de Citerior haya pertenecido al Imperio galo hasta 271, aunque esto no deja de ser una hipótesis poco probable. Victorino pasó la mayor parte de su reinado tratando de reclamar los territorios que se habían separado del Imperio galo y habían vuelto al control del gobierno de Roma. Gracias a sus cualidades personales, Victorino logró ganarse el apoyo de sus catorce legiones. Bajo su mando, Augusta Treverorum continuó como capital del Imperio galo, pero Victorino trasladó su residencia a la Colonia Claudia Ara Agrippinensium, ciudad de particular importancia. Durante su reinado, se perdió la parte oriental de Galia Narbonense, donde estaba estacionada la caballería del prefecto de los vigiles, Julio Placidiano, quien servía al emperador romano Claudio II, además, historiadores como Yulia Kulikova o John Drinkwater creen que esta provincia permaneció neutral o indecisa. Asimismo, es posible que Recia todavía estuviera bajo el control del emperador galo.

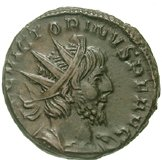
Antoniniano de Victorino acuñado en 269/270. El retrato de emperador está coronado con la corona solar radiada utilizada en las monedas de valor doble.

Existe la hipótesis de que Victorino intentó concluir una alianza político-militar con el Reino de Palmira, cuya gobernante Zenobia mantuvo correspondencia con Victoria. Tampoco puede descartarse que siguiera manteniendo ciertos contactos con el Imperio romano. Victorino buscó preservar el estado creado por Póstumo continuando con su política interior y exterior. Las leyendas de las monedas lo representan como el salvador de la población civil de la Galia de la anarquía militar, pero no tuvo la oportunidad de seguir una política amplia porque aumentaron las incursiones de las tribus germanas, lo que incrementó la presión sobre el valle del Mosela. El apoyo al emperador por el ejército del Rin también resultó frágil, debido a la personalidad de Victorino, cuyas cualidades positivas fueron ocultadas por «su libertinaje y pasión por el placer con las mujeres». Además, tenía debilidad por las recepciones fastuosas, hasta el punto que sus apariciones públicas se asemejaba a una acción artística, lo que no contribuía a fortalecer su poder.
La culminación de la serie de problemas que tuvo que afrontar Victorino fue la revuelta de Augustodunum, ciudad que se pasó a Claudio II y, por razones que se desconocen, discutió con el usurpador y cerró sus puertas ante él. Además, comenzó una rebelión bagauda; sin embargo, las unidades de Julio Placidiano en la Galia Narbonense no intervinieron en el conflicto.
Victorino se acercó a Augustodunum con una fuerza considerable, sitió la ciudad sublevada durante siete meses y sólo cuando los defensores se quedaron sin víveres la metrópoli cayó, y en consecuencia, fue saqueada y destruida por las tropas de Victorino. No fue reconstruida hasta el siglo IV. Tras salir victorioso, el emperador regresó a Colonia Claudia Ara Agrippinensium, donde murió durante una conspiración. Las fuentes clásicas nombran como causa inmediata del asesinato la venganza de Atitiano, el actuario, un jefe de abastecimientos, por la aventura de Victorino con su esposa. Dado que el descontento había madurado durante mucho tiempo en las legiones renanas, a Atitiano le fue fácil organizar una facción antivictoriana. Como Victorino volvió a ser cónsul en el año 271, su asesinato está fechado a principios de ese año. El hijo del emperador, Victorino el Joven, murió con él o un poco más tarde.
Tras su muerte, Victorino fue deificado por su sucesor Tétrico I, posiblemente bajo la influencia de Victoria, quien también sobornó a las tropas para que apoyaran la elección de este último como emperador. Otro comandante militar, Domiciano II, pareció haberse proclamado emperador, pero fue eliminado en poco tiempo. Según cuenta Trebelio Polión, no muy lejos de Colonia Claudia Ara Agrippinensium estaba la tumba de Victorino y de su hijo, en la que figuraba la inscripción «Aquí yacen los dos Victorinos, pretendientes», aunque los historiadores actuales, como Ingemar König, creen que este hecho fue inventado por ese escritor.